# Fuxian Hu
Fuxian Hu (kinesiska: 抚仙湖) är en sjö i Kina. Den ligger i provinsen Yunnan, i den sydvästra delen av landet, omkring 66 kilometer söder om provinshuvudstaden Kunming. Fuxian Hu ligger 1 721 meter över havet. Arean är 212 kvadratkilometer. Trakten runt Fuxian Hu består till största delen av jordbruksmark. Den sträcker sig 31,0 kilometer i nord-sydlig riktning, och 13,9 kilometer i öst-västlig riktning.
Genomsnittlig årsnederbörd är 1 044 millimeter. Den regnigaste månaden är juni, med i genomsnitt 211 mm nederbörd, och den torraste är februari, med 12 mm nederbörd.